# ماتیاس ویدرو-آس
ماتیاس ویدرو-آس (نروژی: Mathias Widerøe-Aas; ۱۲ دسامبر ۱۸۸۶ – ۲۳ فوریهٔ ۱۹۶۰) بازیکن فوتبال اهل نروژ بود.
از باشگاه‌هایی که در آن بازی کرده‌است می‌توان به اشاره کرد.
وی همچنین در تیم ملی فوتبال نروژ بازی کرده‌است.